# Barbacoa
Ne doit pas être confondu avec Barbecue.
Au Mexique, la barbacoa, surnommée la barbacha, est une méthode de cuisson de la viande d'origine préhispanique. La plus célèbre est la barbacoa hidalguense, emblématique de l'État d'Hidalgo.

## Étymologie
Le mot barbacoa aurait pour étymologie le mot maya baalbak´kaab qui signifie « viande couverte de terre », en référence à sa cuisson dans un píib qui est un type de four enterré yucatèque.

## Culture
La barbacoa préhispanique était préparée à partir de poisson, de viande d'oiseau ou de cervidé. Avec l'arrivée des Espagnols et l'introduction de l'élevage, la viande de mouton est devenue la plus populaire, c'est la barbacoa de borrego. Après avoir été lentement cuite au feu de bois dans un four creusé dans la terre, elle est servie en taco ou en flauta (es) dans une tortilla de maïs, accompagnée de salsa borracha (es).
Dans l'État d'Hidalgo, la ville d'Actopan (es) organise depuis 1971 le Concours de la Barbacoa, visité dans les années 1980 par le célèbre présentateur de télévision Raúl Velasco (es), ce qui a contribué à faire de la barbacoa d'Hidalgo la plus connue du pays. La Ruta de la Barbacoa est une attraction touristique qui passe par les localités d'Actopan, d'Ixmiquilpan, qui organise une Feria de la Barbacoa, et de Tezontepec (es) où elle se consomme avec de la sauce de xoconostle (autre nom de la figue de Barbarie) et un verre de pulque.